# Marie Laforêt
Maïtena Marie Brigitte Doumenach conhecida como Marie Laforêt (Soulac-sur-Mer, Gironda, 5 de outubro de 1939 - Genolier, Distrito de Nyon, 2 de novembro de 2019) foi uma cantora de chansons e atriz francesa com raízes occitanas-catalanas.
Seu primeiro single, "Les vendanges de l'amour", foi lançado em 1963. Sua estreia no cinema aconteceu em 1960, no filme Plein soleil (1960, com Alain Delon).
Laforêt faleceu em 2 de novembro de 2019, aos 80 anos de idade, em sua residência em Genolier, Suíça.

## Filmografia
- 1960 : Plein soleil : Marge Duval, René Clément
- 1961 : Saint Tropez Blues : Anne-Marie, Marcel Moussy
- 1961 : La fille aux yeux d'or (The Girl with the Golden Eyes) : the girl, Jean-Gabriel Albicocco
- 1961 : Les amours célèbres : Mlle Georges, Michel Boisrond
- 1962 : Le rat d'Amérique, Jean-Gabriel Albicocco
- 1962 : Leviathan : Angèle, Léonard Keigel
- 1963 : Cherchez l'idole, Michel Boisrond
- 1963 : À cause, à cause d'une femme : Agathe, Michel Deville
- 1964 : La chasse à l'homme : Gisèle, Édouard Molinaro
- 1965 : Cent briques et des tuiles : Ida, Pierre Grimblat
- 1965 : La soldatesse, Valerio Zurlini
- 1965 : Marie-Chantal contre le docteur Kha : Marie-Chantal, Claude Chabrol
- 1967 : Le 13ème caprice : Fanny, Roger Boussinot
- 1967 : Jack of Diamonds : Olga, Don Taylor
- 1972 : Le petit Poucet (Tom Thumb) : a rainha, Michel Boisrond
- 1979 : Flic ou voyou : Edmonde Puget-Rostand, Georges Lautner
- 1982 : Les diplômés du dernier rang : Dominique, Christian Gion
- 1982 : Que les gros salaires lèvent le doigt! : Rose, Denys Granier-Deferre
- 1984 : Les morfalous : Hélène Laroche-Fréon, Henri Verneuil
- 1984 : Joyeuses Pâques : Sophie Margelle, Georges Lautner
- 1985 : Le pactole : Greta Rousselet, Jean-Pierre Mocky
- 1985 : Tangos, l'exil de Gardel : Mariana, Fernando Solanas
- 1987 : Sale destin : Marthe Marboni, Sylvain Madigan
- 1987 : Fucking Fernand : Lotte, Gérard Mordillat
- 1987 : Il est génial papy! : Louise, Michel Drach
- 1995 : Dis-moi oui… : Mme Villiers, Alexandre Arcady
- 1996 : Tykho Moon : Éva, Enki Bilal
- 1997 : Héroïnes : Sylvie, Gérard Krawczyk
- 1997 : C'est la tangente que je préfère : Pétra la vérité, Charlotte Silvera
- 2000 : Jeux pour mourir, Bruno Romy
- 2001 : Le syndrome de l'adhésif

## Discografia
Singles e EPs dos anos 1960
- 1960 : Saint-Tropez Blues / Tumbleweed
- 1963 : Tu fais semblant - Les vendanges de l'amour / Mary Ann - Les jeunes filles
- 1963 : Blowin' in the Wind - Flora / House of the Rising Sun - Banks on the Ohio
- 1963 : Au coeur de l'automne - L'amour en fleurs / Qu'est-ce qui fait pleurer les filles - Mais si loin de moi
- 1963 : La vendemmia dell'amore - E giusto / Una noia senza fine - Che male c'e
- 1964 : Viens sur la montagne - Les noces de campagne / Un amour qui s'éteint - L'amour qu'il fera demain
- 1964 : La tendresse - La playa / Après toi qui sait - L'arbre qui pleure
- 1965 : Katy cruelle - Entre toi et moi / La bague au doigt - Ma chanson faite pour toi
- 1965 : Ah ! Dites, dites - Julie Crèvecoeur / Viens - À demain my darling
- 1965 : La plage / Après toi, qui sait
- 1966 : La voix du silence (The Sounds of Silence) - Siffle, siffle ma fille / Je t'attends - L'orage
- 1966 : Marie-douceur, Marie-colère (Paint It Black) - Toi qui dors / Je voudrais tant que tu comprennes - La moisson
- 1966 : Manchester et Liverpool - Pourquoi ces nuages / Prenons le temps - Sur les chemins des Andes
- 1966 : Mon amour, mon ami - Sébastien / Je suis folle de vous - Mon village au fond de l'eau
- 1967 : Ivan, Boris et moi - Je ne peux rien promettre / Pour celui qui viendra - Tom
- 1968 : Le lit de Lola - Qu'y-a-t-il de changé / Et si je t'aime - A la gare de Manhattan
- 1968 : El polo - L'air que tu jouais pour moi / Le tengo rabia al silencio - House of the rising sun
- 1968 : Que calor la vida - Mais mon coeur est vide / La valse des petits chiens blancs - Requiem pour trois mariages
- 1969 : Au printemps - Roselyne / Feuilles d'or - D'être à vous
- 1969 : Pour une étoile - Ton coeur sauvage / Vin de l'été - En plus de l'amour
- 1969 : Ah ! Si mon moine - On n'oublie jamais / Tourne, tourne - La fleur sans nom
- 1969 : Tu es laide / Toi, nos enfants et moi

LPs dos anos 1960
- 1964 : Marie Laforêt
- 1965 : Marie Laforêt Vol. 2
- 1967 : Marie Laforêt Vol. 3
- 1968 : Marie Laforêt Vol. 4
- 1968 : Que calor la vida
- 1969 : Marie Laforêt Vol. 6
- 1970 : Marie Laforêt Vol. 7

## Álbum em Português
Em 1967 editou o álbum "Sobre a Montanha" em Português, com os temas:
- Sôbre a Montanha (Viens Sur la Montagne)
- O Que Faz As Garotas Chorarem (Qu’Est-Ce Qui Fait Pleurer les Filles ?)
- O Amor de Amanhà (L’Amour Qu’Il Fera Demain)
- A Ternura (La Tendresse)
- A Tôrre de Babel (La Tour de Babel)
- Depois do Sentimento (Après Toi Qui Sait)
- Un Amor Que Se Apagou (Un Amour Qui S’Est Éteint)
- A Praia (La Plage)
- As Bodas da Colina (Les Noces de Campagne)
- Gotas de Arvore (L’Arbre Qui Pleure)
- O Vento (Blowin’ In the Wind)
- Quando o Amor Acontace (Les Vendanges de l’Amour)